# 949.
◄ | 9. stoljeće | 10. stoljeće | 11. stoljeće | ►
◄ | 910-ih | 920-ih | 930-ih | 940-ih | 950-ih | 960-ih | 970-ih | ►
◄◄ | ◄ | 946. | 947. | 948. | 949. | 950. | 951. | 952. | ► | ►►
Astronomija • Knjige • Književnost • Kršćanstvo • Pravo • Promet

## Događaji
- Bizantski car Konstantin VII. Porfirogenet piše svoje kapitalno djelo O upravljanju carstvom (lat. De administrando imperio)

## Vanjske poveznice
|  | Zajednički poslužitelj ima još gradiva o temi 949. |